# Andrew Yeom Soo-jung
Andrew Yeom Soo-jung (em coreano:  염수정 안드레아, em hanja, 廉洙政, (Anseong, 5 de dezembro de 1943) é um cardeal sul-coreano, arcebispo emérito de Seul.

## Biografia
Sua família é cristã há cinco gerações. Foi ordenado padre em 8 de dezembro de 1973, em Seul. Foi vice-pastor de duas comunidades entre 1971 e 1973. Professor e Presidente da Songshin de Ensino Médio, Seminário Menor da Arquidiocese de Seul, a partir de 1973 até 1977. Pastor em três paróquias diferentes, entre 1977 e 1987. Procurador do Seminário Maior de Seul, de 1987 até 1992. Chanceler da Cúria Arquidiocesana de Seul a partir de 1992 até 1998. Pastor em Mok-dong. Vigário forâneo e membro do conselho presbiteral, entre 1998 e 2001.
Eleito bispo-titular de Thibiuca e nomeado bispo-auxiliar de Seul em 1 de dezembro de 2001, foi consagrado em 25 de janeiro de 2002, no Chang Choung Dong Stadium, em Seul, pelo Arcebispo Nicholas Cheong Jin-Suk de Seul, assistido por Andrew Choi Chang-mou, Arcebispo de Gwangju, e por John Chang-yik, bispo de Ch'unch'ŏn. Na mesma cerimônia foi consagrado Joseph Lee Han Teok, S.J., bispo-titular de Tibuzabeto e bispo-auxiliar de Seul. Vigário geral e vigário episcopal para a pastoral e do apostolado dos meios de comunicação de massa. Membro do Conselho Permanente e da Comissão para as Missões, e pela Comissão para a Pastoral da Saúde da Conferência Episcopal da Coreia, bem como presidente do Comitê para o Apostolado dos Leigos. Promovido à Sé metropolitana de Seul em 10 de maio de 2012.

## Cardinalato
Em 12 de janeiro de 2014, foi anunciada a nomeação de Andrew Yeom Soo-jung como cardeal, investidura que foi efetivada no primeiro consistório ordinário do Papa Francisco em 22 de fevereiro de 2014. Recebeu o título de cardeal-presbítero de São Crisógono.